# 195P/Hill
195P/Hill, indicata anche come cometa Hill 3, è una cometa periodica scoperta il 19 novembre 2006 dall'astronomo statunitense Richard Erik Hill. Poco dopo un anno dalla scoperta della cometa gli astrofili Sergio Foglia, Robert Matson e Maura Tombelli scoprirono immagini di prescoperta risalenti a ben 14 anni prima, all'epoca del precedente passaggio al perielio: in conseguenza del fatto di avere osservazioni di due passaggi al perielio alla cometa veniva assegnata la denominazione definitiva, 195P/Hill. La cometa fa parte della famiglia delle comete gioviane.